# Aulogymnus gorditus
Aulogymnus gorditus är en stekelart som beskrevs av Schauff och Gates 2005. Aulogymnus gorditus ingår i släktet Aulogymnus och familjen finglanssteklar. Inga underarter finns listade.